# Тельо Альфонсо
Тельо Альфонсо (исп. Tello Alfonso, июнь 1337 — 15 октября 1370) — кастильский дворянин, незаконнорождённый сын короля Альфонсо XI, первый сеньор Агилар-де-Кампоо.

## Биография
Родился в 1337 году в Мериде, его матерью была королевская любовница Леонора де Гусман.
После смерти короля Альфонсо по приказу его вдовы королевы Марии Леонора де Гусман была убита. После этого Тельо поднял восстание в Паленсуэле, вместе с братьями принял участие в гражданской войне против короля Педро, в результате которой на престол был возведён Энрике II.
Будучи сеньором Бискайи, основал города Маркина (1355), Элоррио (1356), Герника (1366) и Геррикайс (1366).

## Семья и дети

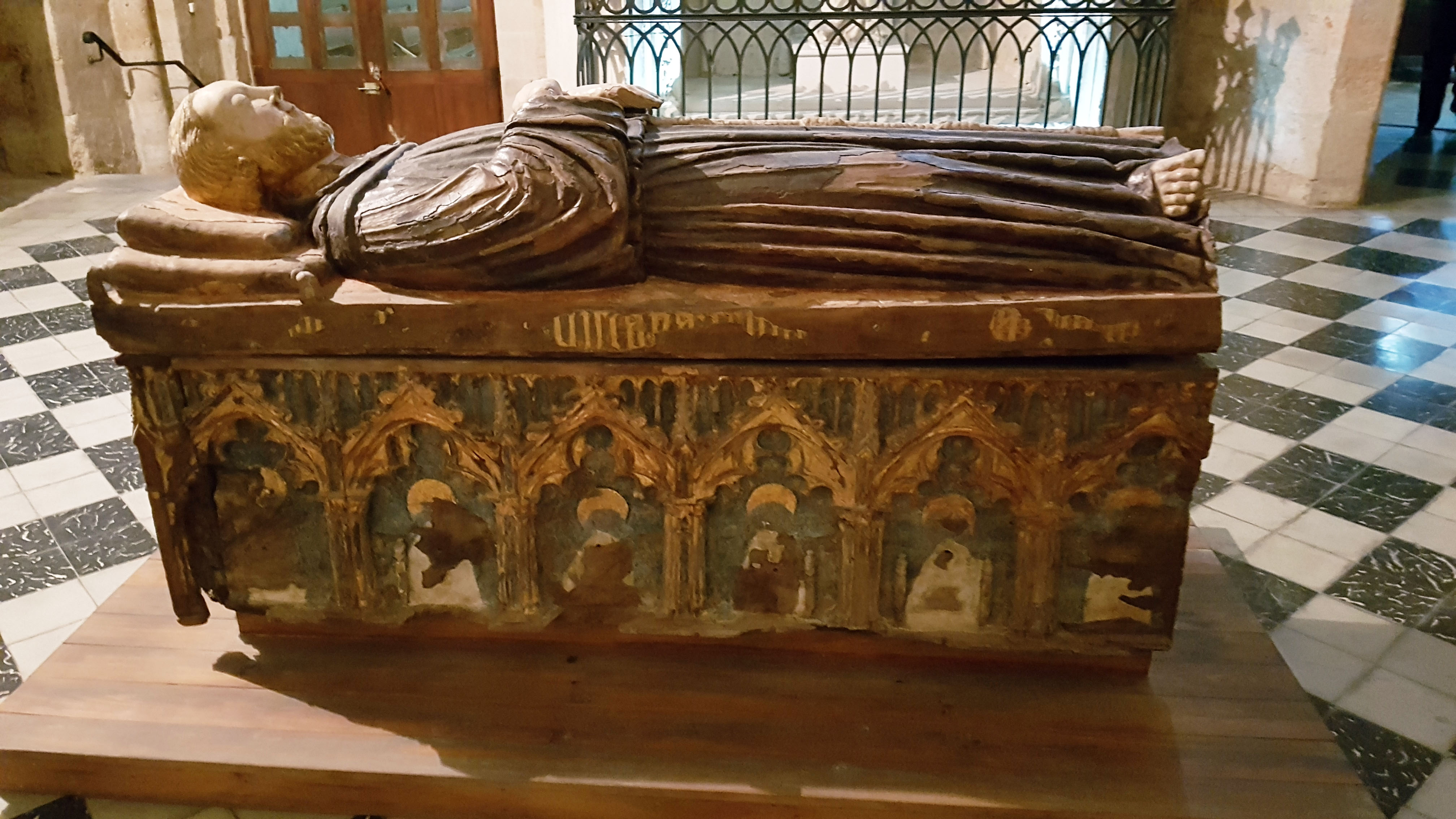
Саркофаг Тельо Альфонсо в монастыре Святого Франциска в Паленсии

В 1353 году Тельо женился на Хуане де Лара, сеньоре Бискайи. В 1358 году по приказу короля Педро она была взята под стражу, и в 1359 году казнена. Детей у них не было. Однако при этом Тельо был отцом большого количества незаконнорождённых детей:
- Хуан Тельэс[исп.] (1355—1385), второй сеньор Агилар-де-Кампоо, погиб в сражении при Алжубарроте.
- Альфонсо Тельэс, 18 февраля 1371 года был легитимизирован. От дяди — короля Энрике — получил Тьерра де ла Рейна, Сьеро и Портильо. Был вторым мужем Исабель де Аро де Баэса, вдовы Гарси Фернандеса Манрике.
- Педро Тельэс (1370 — ?), первый сеньор де Кампорредондо, женился на Марии де Сиснерос.
- Фернандо Тельэс, умер в младенчестве.
- Констанса Тельэс, вышла замуж за Хуана де Альборноса.
- Мария Тельэс, в первом браке была замужем за Альваром Гарсиа де Альборносом, после его смерти вышла замуж за Хуана Уртадо де Мендоса.
- Леонор Тельэс, унаследовала от отца сеньорию Берланга-де-Дуэро, вышла замуж за адмирала Хуана Фернандеса де Товара.
- Исабель Тельэс[исп.], дочь Хуаны Гарсии де Вильямайор, вышла замуж за Педро Велеса де Гевару, сеньора Оньяте.
- Хуана Тельэс, посмертная дочь Тельо и Марии де Калеры, вышла замуж за Хуана де Баэса, сеньора Ампудии.